# 129º Reggimento fanteria "Perugia"
Il 129º Reggimento fanteria "Perugia" è stata un'unità del Regio Esercito Italiano.

## Storia

### Le origini
Il 129º Reggimento fanteria fu costituito dal deposito del 51º Reggimento fanteria per dare vita insieme al 130º Reggimento fanteria alla Brigata Perugia il 1º marzo 1915. Dal 28 al 31 maggio la brigata parte per ferrovia da varie sedi dell'Umbria, e si raccoglie a Fontanafredda alle dipendenze della 29ª divisione.

### Nella prima guerra mondiale (1915-1918)
Nel corso della prima guerra mondiale ha operato nella zona dell'Altipiano di Asiago nelle Doline del Carso di Comeno di Monte Lemerle, monte Zovetto, monte Magnaboschi e di Monte San Michele.
Al termine del primo conflitto mondiale il Reggimento venne sciolto nel gennaio 1920.
Alla guida del reggimento nel corso del conflitto si sono avvicendati i seguenti comandanti:
- Colonnello ROTONDI Giovanni, dal 24 maggio al 20 settembre 1915.
- Colonnello FERRARI Giorgio, dal 25 settembre 1915 al 17 febbraio 1917.
- Colonnello BARSI SARI Baldassare, dal 18 febbraio al 1º agosto 1917.
- Colonnello PAOLINIPaolo, dal 15 agosto al 21 novembre 1917.
- Colonnello MACULANI Ferrante, dal 24 novembre al 10 dicembre 1917.
- Colonnello PAOLINI Paolo, dall'll dicembre 1917 al 19 febbraio 1918.
- Colonnello MADIA Enrico, dal 27 febbraio all'8 maggio 1918.
- Ten. Colonnello CARRARA Pietro, dal 16 maggio al 17 giugno 1918 (ferito).
- Colonnello LUCHINI Garibaldi, dal 26 giugno al 15 luglio 1918.
- Ten. Colonnello GRIMALDO Vincenzo, dal 16 luglio 1918 al termine della guerra.

### Nella seconda guerra mondiale (1939-1945)
Il Reggimento venne ricostituito il 12 agosto del 1941 con il nome di 129º Reggimento Fanteria "Perugia" dal deposito del 51º Reggimento Fanteria di Perugia, andando a costituire il 25 agosto, insieme al 130º Reggimento fanteria e al 151º Reggimento artiglieria per divisione di fanteria la 151ª Divisione fanteria "Perugia".
Il Reggimento aveva il seguente organico:
- comando e compagnia comando
- tre battaglioni fucilieri
- compagnia mortai da 81
- compagnia cannoni da 47/32
- Batteria armi di accompagnamento da 65/17

Il reggimento ha operato, insieme agli altri reparti della divisione, in territorio jugoslavo con compiti di presidio e antiguerriglia.
Alla proclamazione dell'armistizio dell'8 settembre 1943 ilreggimento risultava dislocato in Albania nel settore di Scutari-Kossovo, reagendo agli attacchi tedeschi nella zona di Argirocastro e alla stretta di Vojussa. Nel movimento di ritirata parte dei suoi effettivi riescirono a raggiungere Porto Edda dove opposero una disperata resistenza che si protrasse fino al 7 ottobre, data in cui il reggimento venne sciolto.
Alla guida del reggimento nel corso del conflitto si sono avvicendati i seguenti comandanti:
- Colonnello Giuseppe Felletti
- Colonnello Gustavo Lanza

## Onorificenze
Il 129º Reggimento fanteria "Perugia" è decorato delle seguenti onorificenze: